# Arkadiusz Mąkina
Arkadiusz Mąkina (ur. 16 marca 1986 w Wągrowcu) – współwłaściciel oraz współtwórca autorskich programów szkoleniowych Akademii Kreatywnego Futbolu, od roku 2012 prezes zarządu oraz dyrektor operacyjny spółki Superpuchar Sp. z o.o. zajmującej się organizacją i realizacją telewizyjną widowisk sportowych, polski trener/manager sportowy specjalizujący się w przygotowaniu fizycznym, treningu mózgu, przygotowaniu psychofizycznym, zagadnieniach obszaru psychomotoryki oraz szkoleniu technicznym (a w szczególności w technice biegu), a także trener rugby. Były członek zarządu sekcji kajakowej grupy kanadyjkarzy KS Posnania.

## Kariera sportowa
Jako zawodnik reprezentował kluby Posnania Poznań (kajakarstwo klasyczne – sprint) oraz AZS-AWF Poznań (lekka atletyka – sprint). Wielokrotnie stawał na podium Mistrzostw Polski w kajakarstwie klasycznym.

## Kariera zawodowa i trenerska
W roku 2008 wraz z polskim sprinterem – Marcinem Urbasiem założył i zarządza Konsorcjum Urban Sprint Group, w którym zajmuje się szkoleniem w zakresie motoryki koordynacyjnej oraz technik lokomocyjnych i biegu, wśród drużyn i szkół piłkarskich (Warta Poznań, Młodzieżowa Szkoła Piłki Nożnej Andrzeja Dawidziuka w Szamotułach,
KKS Lech Poznań oraz innych drużyn niższych klas rozgrywkowych, w tym zawodników indywidualnie), drużyn koszykówki (Inea AZS Poznań)
Współpracował z Polskimi Związkami Sportowymi przy szkoleniu kadr narodowych (Polski Związek Rugby – program Elita, Polski Związek Kajakowy – program rozwoju konkurencji szybkościowych). W ramach działań Konsorcjum zajmuje się również wykorzystywaniem koncepcji wzorców mentalnych w sporcie. Prelegent konferencji naukowych. Specjalista ISSA w zakresie przygotowania fizycznego.
W 2012 roku został wybrany prezesem zarządu spółki Superpuchar, która wdraża na rynek innowacyjne widowiska sportowe. W tym samym roku stworzył Red Box Akademię Kreatywnego Futbolu, w ramach innowacyjnego przedsięwzięcia szkoleniowego z salonami piłkarskimi Red Box.
Od roku 2014 współprowadzi wraz z trenerem Tomaszem Kapustką, Black Roses Posnania – zespół żeński kobiet w rugby 7 (odmiana olimpijska), z którym zdobył srebrny medal Mistrzostw Polski Kobiet w sezonie 2014/15.

## Działalność promotorska i PR-owa
W latach 2008–2013 zajmował się propagowaniem idei olimpijskich niesionych w odmianie siedmioosobowego rugby (rugby 7). Działania promocyjne obejmowały m.in. współpracę z Grupą Żywiec, a także promocję rugby w środowisku polskiego show-biznesu (m.in. Gala Vivaty na rzecz schroniska w Korabiewicach), a także spotkania z dziennikarzami światowego formatu, m.in. trzykrotną laureatką nagrody Emmy, Ritą Cosby.